# Dorothé Schubarth
 (mars 2025).

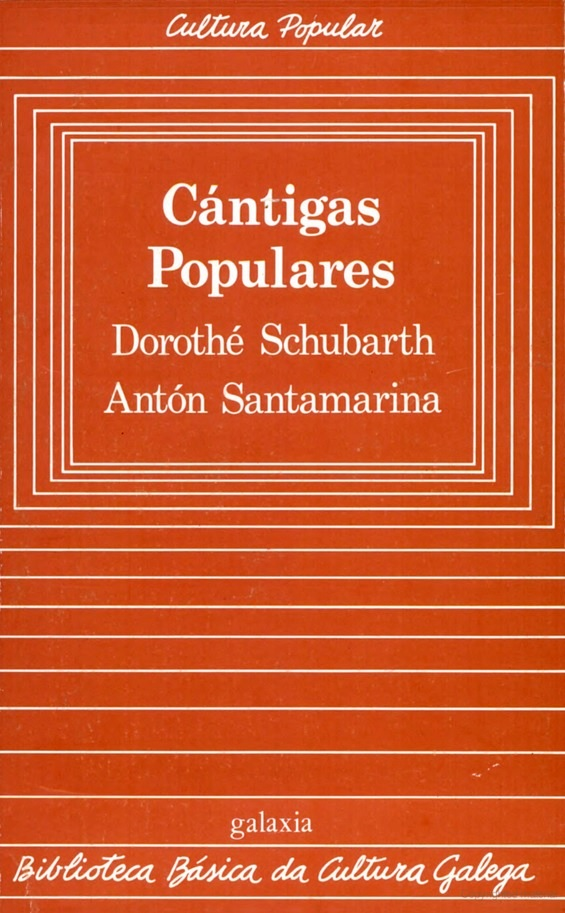
Cántigas populares, Biblioteca Básica da Cultura Galega

Dorothé Schubarth est une musicologue et compositrice suisse, née à Bâle le 11 septembre 1944 et morte dans la même ville le 6 septembre 2023. Après avoir étudié la musique dans sa ville natale, elle a ensuite approfondi ses études à Cologne et à Munich. Elle a enregistré, avec Antón Santamarina, le Cancioneiro Popular Galego.
Depuis 1971, elle est titulaire de la chaire d'harmonie et de contrepoint à l'Académie de musique de Lucerne. Elle effectue un travail intense de recherche sur la musique populaire européenne, en accordant une attention particulière aux Balkans et au Caucase, ainsi qu'aux répertoires de chansons d'Allemagne et de France. À la suite de ce travail de terrain, elle publie l'ouvrage Das Volkslied in Europa. Vielfalt seiner Erscheinungsformen ("Le chant populaire en Europe. Diversité de ses formes").
En 1978, elle part en vacances en Galice avec l'intention de découvrir sa musique populaire. Ce qui ne devait être qu'une brève halte se transforme en plusieurs années de recherche, de voyages, d'entretiens et d'enregistrements grâce à une subvention de la Fondation Barrié. En 1984, elle publie en collaboration avec le professeur Antón Santamarina le Cancioneiro Popular Galego, sept volumes compilant le fruit de son travail de collecte, d'analyse et de classification.
En 2014, elle fait don de ses enregistrements sonores (248 CD avec des copies numériques des enregistrements originaux), ainsi que des transcriptions réalisées par Antón Santamarina, au Museo do Pobo Galego.